# Octave augmentée

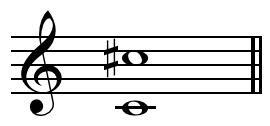
Une octave augmentée do-do dièse.

En musique, une octave augmentée est une octave augmentée d'un demi-ton chromatique, soit un intervalle de six tons et demi (treize demi-tons). Dans un tempérament égal à douze demi-tons (gamme tempérée), l'octave augmentée est l'équivalent enharmonique de la neuvième mineure.